# Ulrike Malotta
Ulrike Josephine Malotta (* 1989 in München) ist eine deutsche Lied-, Konzert- und Opernsängerin der Stimmlage Mezzosopran.

## Leben
Die Sängerin wuchs in München und Niederbayern auf, wo sie ihre erste musikalische Ausbildung in Klavier, Klarinette und Tenorsaxophon erhielt. Sie war Stipendiatin des Bayerischen Musikrates und Mitglied des Bayerischen Landesjugendchors.
Nach dem Abitur studierte Ulrike Malotta Operngesang an der Musikhochschule München, an der Bayerischen Theaterakademie August Everding sowie an der Hochschule für Musik und Darstellende Kunst Frankfurt am Main.
Sie vertiefte ihre Ausbildung durch Meisterkurse bei Christa Ludwig, Christian Gerhaher, Helmut Deutsch und Andreas Scholl, Angelika Kirchschlager, Rudolf Piernay, Brigitte Fassbaender und Helmuth Rilling.
Seit 2015 ist sie als freischaffende Sängerin international tätig. Mit Johann Sebastian Bachs h-Moll Messe gastierte sie unter der Leitung von Václav Luks beim Bachfest Montréal. Bei einer historisch informierten Produktion von Richard Wagners Der Ring des Nibelungen übernahm sie die Rolle der Waltraute und gastierte damit u. a. an der Staatsoper Prag, in der Elbphilharmonie und beim Lucerne Festival. Mit der Nederlandse Bachvereniging tourte sie mit Bachs Weihnachtsoratorium durch die Niederlande. Eine Videoaufnahme davon gibt es auf All of Bach.
Als Opernsängerin war sie an verschiedenen Theatern zu erleben wie zum Beispiel am Staatstheater Darmstadt als Endimione in Francesco Cavallis La Calisto, als dritte Dame im E.T.A.-Hoffmann-Theater bei der Sommeroper Bamberg sowie als Floßhilde und zweite Norn am Staatstheater Wiesbaden.
Ulrike Malotta lebt in München.

## CD-Veröffentlichungen
- 2016: Johannespassion (Johann Sebastian Bach), Chor der Bayerischen Rundfunks, Concerto Köln, Leitung: Peter Dijkstra
- 2019: Das Sühnopfer des neuen Bundes (Carl Loewe), Arcis-Vocalisten, L’arpa festante
- 2023: Jan Hus (Carl Loewe), Arcis-Vocalisten, L’arpa festante